# Бирченко, Иван Кузьмич
Иван Кузьмич Бирченко (1913—1961) — майор Советской Армии, участник советско-японской войны, Герой Советского Союза (1945).

## Биография
Иван Бирченко родился 7 января 1913 года в селе Карповка (ныне — Лиманский район Донецкой области Украины) в крестьянской семье. Получил начальное образование, работал в колхозе. В 1935 году был призван на службу в Рабоче-крестьянскую Красную Армию. В 1938 году он окончил курсы младших лейтенантов. В 1940 году вступил в ВКП(б). К августу 1945 года старший лейтенант Иван Бирченко командовал ротой мотострелкового батальона 172-й танковой бригады 2-го Дальневосточного фронта.
Рота Бирченко принимала участие в советско-японской войне на Жаохэйском направлении. Наступление велось в исключительно тяжёлых погодных условиях, сильные дожди вызвали наводнение на реке Уссури. На подручных средствах рота в составе 5-го стрелкового корпуса форсировала реку. 12 августа она подошла к городу Дахэчжэнь (ныне — Китай). Бирченко вывел свою роту в тыл к занявшим укреплённые позиции японским подразделениям и атаковал их. 30 японских солдат и офицеров были убиты, ещё 20 — взяты в плен.
14 августа у города Баоцин рота Бирченко сумела пройти к японским дотам почти без потерь и уничтожить их гранатами. Она первой из советских подразделений прорвалась в город и начала вести уличные бои. Рота уничтожила более 200 вражеских солдат и офицеров и захватила военные трофеи.
Указом Президиума Верховного Совета СССР от 8 сентября 1945 года за «умелое командование подразделением и личное мужество, проявленное в упорных боях с японскими империалистами» старший лейтенант Иван Бирченко был удостоен высокого звания Героя Советского Союза с вручением ордена Ленина и медали «Золотая Звезда» за номером 8927.
После окончания войны Бирченко продолжил службу в Советской Армии. В 1946 году он окончил высшую офицерскую бронетанковую школу в Ленинграде. В 1961 году в звании майора был уволен в запас. Проживал в городе Смела Черкасской области Украинской ССР. Умер 12 января 1961 года.
Был также награждён орденами Красного Знамени и Красной Звезды, а также рядом медалей.